# Espuri Cluvi
Espuri Cluvi (en llatí Spurius Cluvius) va ser un magistrat romà. Formava part de la família dels Cluvi, procedents de la Campània.
Va ser pretor l'any 172 aC i va tenir Sardenya com a província assignada.